# James Anderson (cricket)
Pour les articles homonymes, voir James Anderson et Anderson.
James Michael « Jimmy » Anderson est un joueur de cricket international anglais né le 30 juillet 1982 à Burnley, Lancashire. Lanceur spécialiste du swing et batteur gaucher jouant pour le Lancashire County Cricket Club, il évolue au sein de l'équipe d'Angleterre de cricket dans les formats Test et ODI. Il a été nommé Wisden Cricketer of the Year en 2009.

## Biographie
Né à Burnley dans le Lancashire, Anderson y fait ses études et commence très jeune le cricket au club local, où il joue dans la ligue du Lancashire.
En 2002, il est sélectionné par le Lancashire County Cricket Club et fait tomber 50 guichets en 13 matchs, dont trois séries de cinq guichets. Son excellente première saison lui vaut le NBC Denis Compton Award du jeune joueur le plus prometteur. Au cours de la saison 2003, il devient le plus jeune joueur à obtenir un hat-trick pour le Lancashire. Parallèlement, Anderson est sélectionné par l'équipe d'Angleterre dès décembre 2012 pour un ODI contre l'Australie, et fait ses débuts dans le format Test l'année suivante contre le Zimbabwe au Lord's Cricket Ground, où il fait tomber cinq guichets. Anderson est alors très populaire et se voit qualifié de « David Beckham du cricket » pour son talent, mais aussi ses coupes de cheveux excentriques. Les résultats d'Anderson sont plus mitigés pendant la tournée en Angleterre de l'Afrique du Sud, mais il est tout de même nommé Wisden Young Cricketer of the Year pour l'année 2003. Il signe également un contrat central avec l'England and Wales Cricket Board.
Une baisse de forme et des blessures expliquent une moindre sélection dans l'équipe nationale de 2006 à 2007. Lors de la tournée de l'Inde en Angleterre l'été 2007, Anderson réussit à prendre 14 guichets et obtient le titre d'homme de la série malgré la défaite anglaise. Il est également le meilleur lanceur des deux camps dans la série d'ODI qui suit. Ses bonnes performances durant l'été l'amènent à obtenir de nouveau un contrat central auprès de l'ECB. Une nouvelle blessure perturbe néanmoins son jeu lors du déplacement anglais au Sri Lanka : lors de la seconde manche sri lankaise, il devient face à Kumar Sangakkara le deuxième lanceur à subir six boundaries en un over dans le format Test. Anderson est remplacé par Stuart Broad pour le reste de la série.
Les résultats d'Anderson restent moyens au cours de la tournée de l'Angleterre en Nouvelle-Zélande au printemps 2008. Il est alors autorisé à rejoindre temporairement l'équipe d'Auckland privée d'un grand nombre de ses internationaux. Il n'est pas sélectionné pour le premier test-match, mais obtient cinq guichets dans le second. Il s'impose comme le meilleur lanceur lors de la tournée retour de la Nouvelle-Zélande, avec notamment un record personnel de 7 guichets pour 43 courses dans la première manche du troisième test-match à Trent Bridge. Il établit son record personnel à la batte lors de la tournée de l'Afrique du Sud en Angleterre, avec 34 courses lors de la deuxième manche du deuxième test-match. Il piège Jacques Kallis lors du quatrième test-match de la série pour devenir le quatrième plus jeune Anglais à marquer 100 guichets.
Après une tournée très décevante pour l'Angleterre dans les Indes occidentales, Anderson s'illustre lors de la tournée retour en prenant 9 guichets pour 125 courses à Chester-le-Street en mai 2009. En 2010, il se distingue de nouveau avec 11 guichets pour 71 courses contre le Pakistan à Trent Bridge avec des scores de 5-54 dans la première manche et 6-17 dans la deuxième. Anderson joue également un rôle important dans la victoire anglais dans les Ashes 2010-2011 avec 24 guichets qui font de lui le deuxième meilleur lanceur anglais de l'histoire des Ashes derrière Frank Tyson. Il prend le 200e guichet de sa carrière pendant le troisième test-match.
Anderson prend part à l'ICC World Twenty20 2011 mais doit quitter l'équipe en cours de route après des performances moyennes. Il connaît un regain de forme lors de la tournée de l'Inde en Angleterre : il prend cinq guichets lors du deuxième test-match au Lord's et se place no 2 au classement ICC des lanceurs. Il réalise de nouveau une série de cinq guichets à Galle au cours de la tournée de l'Angleterre au Sri Lanka au début 2012. Ces bonnes performances le conduisent à être nommé joueur anglais de l'année pour la saison 2011-2012.

## Bilan sportif

### Test-matchs
Série de cinq guichets dans une manche :
|    | Date            | Adversaire         | Lieu                                        | Statistiques   |
| -- | --------------- | ------------------ | ------------------------------------------- | -------------- |
| 1  | 22 mai 2003     | Zimbabwe           | Lord's, Londres, Angleterre                 | Lancer : 5-73  |
| 2  | 14 août 2003    | Afrique du Sud     | Trent Bridge, Nottingham, Angleterre        | Lancer : 5-102 |
| 3  | 19 juillet 2007 | Inde               | Lord's, Londres, Angleterre                 | Lancer : 5-42  |
| 4  | 13 mars 2008    | Nouvelle-Zélande   | Basin Reserve, Wellington, Nouvelle-Zélande | Lancer : 5-73  |
| 5  | 5 juin 2008     | Nouvelle-Zélande   | Trent Bridge, Nottingham, Angleterre        | Lancer : 7-43  |
| 6  | 14 mai 2009     | Indes occidentales | Riverside, Durham, Angleterre               | Lancer : 5-87  |
| 7  | 30 juillet 2009 | Australie          | Edgbaston, Birmingham, Angleterre           | Lancer : 5-80  |
| 8  | 13 mars 2010    | Afrique du Sud     | Newlands, Le Cap, Afrique du Sud            | Lancer : 5-63  |
| 9  | 30 juillet 2010 | Pakistan           | Trent Bridge, Nottingham, Angleterre        | Lancer : 5-54  |
| 10 | 1er août 2010   | Pakistan           | Trent Bridge, Nottingham, Angleterre        | Lancer : 6-17  |
| 11 | 25 juillet 2011 | Inde               | Lords, Londres, Angleterre                  | Lancer : 5-65  |
| 12 | 27 mars 2012    | Sri Lanka          | Galle, Galle, Sri Lanka                     | Lancer : 5-72  |